# Ksenijewe
Ksenijewe (ukr. Ксенієве) – stacja kolejowa w miejscowości Małodołynśke, w rejonie odeskim, w obwodzie odeskim, na Ukrainie.